# Selman Akbulut

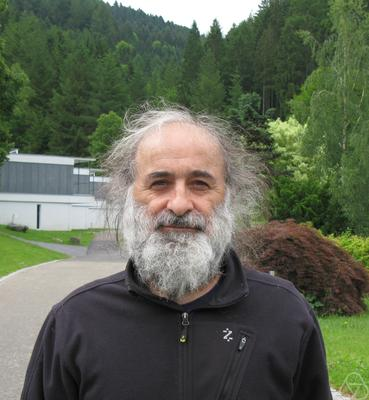
Selman Akbulut

Selman Yusuf Akbulut (* 23. April 1949 in Balikesir, Türkei) ist ein türkischer Mathematiker, der sich mit geometrischer Topologie befasst.
Akbulut studierte an der University of California, Berkeley mit dem Bachelor-Abschluss 1971 und der Promotion 1975 bei Robion Kirby (Algebraic equations for a class of PL-manifolds). Als Post-Doktorand war er 1975/76 (sowie 1980/81, 2002 und 2005) am Institute for Advanced Study. 1976 wurde er Assistant Professor an der University of Wisconsin, 1978 an der Rutgers University und 1981 Assistant Professor, 1983 Associate Professor und 1986 Professor an der Michigan State University. Er wurde am 14. Februar 2020 offiziell aus der MSU entlassen unter dem Vorwurf, wiederholt E-Mails verschickt zu haben, in denen er Personen unbegründet angegriffen habe. Vorangegangen war ein langwieriger Streit in der Universität, der damit begann, dass Akbulut sich weigerte einen ihm zugewiesenen Kurs zu geben, nachdem ein anderer Kurs von ihm gestrichen wurde.
1982/83 war er am Max-Planck-Institut für Mathematik in Bonn, 1984/85 und mehrmals danach am MSRI, 1998 am Feza Gürsey Institut und 2005 an der Harvard University.
Akbulut bewies mit Henry C. King, dass jede kompakte PL-Mannigfaltigkeit eine reelle algebraische Menge ist, und fand mit King neue topologische Invarianten reeller algebraischer Mengen. Er befasste sich insbesondere mit niedrigdimensionalen Mannigfaltigkeiten, speziell 4-Mannigfaltigkeiten. Seine Konstruktion von Akbulut-Korken (zuerst 1988, so genannt von Kirby) enthält exotische Differentialstrukturen und wird in Gegenbeispielen für die Gültigkeit des h-Kobordismen-Satzes von Stephen Smale für glatte Mannigfaltigkeiten in 4 Dimensionen benutzt. Akbulut befasst sich mit der offenen glatten Poincaré-Vermutung in Dimension 4. Die Poincaré-Vermutung war zwar durch Michael Freedman in dieser Dimension bewiesen worden, es blieb aber noch die Frage, ob es einfach zusammenhängende, geschlossene 4-Mannigfaltigkeiten gibt, die homöomorph zur 4-Sphäre sind, aber nicht diffeomeorph (glatte Poincaré-Vermutung).
1983 bis 1985 war er Sloan Research Fellow.

## Schriften
- mit H. C. King: Real algebraic variety structures on PL manifolds, Bulletin AMS, Band 83, 1977, 2
- mit H. C. King: The topology of real algebraic sets with isolated singularities, Annals of Mathematics, Band 113, 1981, S. 425–446
- mit H. C. King: Topology of Real Algebraic Sets, L´Enseignment Math., Band 29, 1983, S. 221–261
- mit H. C. King: Topology of Real Algebraic Sets, MSRI Book Series 25, Springer Verlag 1992
- On representing homology classes of 4-manifolds, Inventiones Mathematicae, Band 49, 1978, S. 193–198
- A Fake compact contractible 4-manifold, Journ. of Diff. Geom., Band 33, 1991, S. 335–356 (Akbulut-Korken)
- mit K. Yasui: Corks, Plugs and exotic structures, Journal of Gökova Geometry Topology, Band 2, 2008, S. 40–82
- A solution to a conjecture of Zeeman, Topology, Band 30, 1991, S. 513–515.
- mit R. Maveyev: A convex decomposition theorem for 4-manifolds, Int. Math. Res. Notes, Nr. 7, 1998, S. 371–381
- Scharlemann's manifold is standard, Annals of Mathematics, Band 149, 1999, S. 497–510.
- Cappell-Shaneson homotopy spheres are standard, Annals of Mathematics, Band 171, 2010, S. 2171–2175.
- Cappell-Shaneson's 4-dimensional s-cobordism, Geometry-Topology, Band 6, 2002, S. 425–494.
- mit John D. McCarthy: Casson´s invariant for oriented homology 3-spheres. An exposition, Princeton University Press, 1990